# Музична пам'ять
Музи́чна па́м'ять (англ. music memory) -  здатність впізнавати і відтворювати музичний матеріал. Музичне впізнавання необхідно для осмисленого сприйняття музики. Необхідна умова М. п. - достатній розвиток музичного слуху. Важливе місце в М. п. займають слухова і емоційна пам'ять. При відтворенні музики істотну роль відіграють також рухова пам'ять (запам'ятовування послідовності рухів), зорова (запам'ятовування нотного тексту) і словесно-логічна пам'ять, за допомогою якої відбувається запам'ятовування логіки будови музичного твору. Для М. п. характерне формування у музикантів полімодальних уявлень. Б. М. Тепле (1947) встановив, що домінування слухових образів у музиканта зовсім не скасовує значення образів інших модальностей. Злиття різних за модальністю образів породжує синтетичний, полімодальний образ. У осіб з високо розвинутим "внутрішнім слухом" має місце не тільки виникнення слухових уявлень лише після зорового сприйняття, а безпосереднє "слухання очима", тобто перетворення зорового сприйняття нотного тексту в зорово-слухове сприйняття. Сам нотний текст починає переживатися ними слуховим чином.
В даний час немає єдиної теорії, здатної пояснити механізми музичної пам'яті. Різні концепції, висунуті вченими, відображають широкий фронт її дослідження, розкривають різні її рівні від психологічного до молекулярного.
Механізми пам'яті зручно розглядати, розташувавши їх за рівнями, як би по вертикалі: а) психологічний — до нього відноситься асоціативна теорія; б) нейрофізіологічний — він охоплює умовно рефлекторну і фізичну теорії; в) молекулярний і субмолекулярний — він представлений біохімічною теорією.
Серед психологічних теорій поширеною є асоціативна теорія, в основі якої лежить поняття про асоціацію. Відповідно до цієї теорії одночасні або послідовні події запам'ятовуються легше завдяки просторовому або тимчасовому зв'язку між ними. Тому одне з явищ асоціацій викликає у свідомості уявлення про інше, що перебувало раніше в зв'язку з ним.
Аристотелем відзначено три види асоціацій, які визначили три типи об'єднання: асоціації за суміжністю, подібністю та контрастом. Це - прості асоціації. В основі складних асоціацій лежать смислові або причинно-наслідкові зв'язки, символічні уявлення. Асоціативна теорія пояснює процеси зйомки і відтворення об'єктів, відображаючи лише зовнішню сторону явищ. Однак вона не розкриває самого механізму пам'яті, не пояснює причину вибірковості пам'яті і пов'язану з нею нерівноцінність зображеного матеріалу, що не розкриває характерні особливості індивідуальних відмінностей людей за їхньою здатністю зберігати і відтворювати запам’ятоване.